# Фредерик I (король Дании)
Фре́дерик I, Фридрих I (дат. Frederik 1., норв. Fredrik I; 7 октября 1471 — 10 апреля 1533, замок Готторп, Шлезвиг) — король Дании с 26 марта 1523 года (провозглашен королём в изгнании, низложил Кристиана II) и Норвегии с 23 августа 1524 года, герцог Шлезвиг-Гольштейна.
Фредерик был сыном короля Дании Кристиана I и Доротеи Бранденбургской (дат. Dorothea af Brandenburg, ок. 1430—1495). Представитель династии Ольденбургов. Он является ближайшим общим предком по прямой мужской линии между по старшей линии датскими, греческими, норвежскими и шлезвигскими монархами и нынешними британскими наследниками, и по младшей линии русскими, шведскими, готторпскими и ольденбургскими монархами.

## Правление
В 1482 году ещё в несовершеннолетнем возрасте, вскоре после смерти отца, вместе со старшим братом, датским королём Гансом, был избран герцогом Шлезвиг-Гольштейна. Когда Фредерик в 1490 году достиг совершеннолетия, герцогства были разделены между братьями.
В 1500 году Фредерик убедил брата начать войну с Дитмаршеном. Огромная армия была созвана не только из Шлезвиг-Гольштейна, но и со всех стран, входивших в Кальмарскую унию. Также многочисленные немецкие наемники участвовали в войне на стороне Дании. Однако экспедиция провалилась, войска были разгромлены в битве при Хеммингштедте, в котором пала треть рыцарей Шлезвиг-Гольштейна.
В 1523 году его племянник Кристиан II, король Дании, Норвегии и Швеции, отказался от престола в результате восстания дворянства и герцог вступил на трон под именем Фредерика I. Чуть позже стал и норвежским королём. В 1513 году, когда умер король Ганс, группа дворян Ютландии уже предлагала Фредерику занять престол, но он тогда отклонил предложение, правильно оценив то, что большинство датской знати было лояльно принцу Кристиану.
После воцарения король продолжал проводить большую часть времени в замке Готторп в Шлезвиге. В Данию он наезжал на короткое время, а в Норвегию и вовсе не заглядывал.
Царствование Фредерика было крайне тревожное и положение его, как короля, шаткое. Ему постоянно угрожал низвергнутый Кристиан. В 1531 году Кристиан вторгся в Норвегию и угрожал отнять датский престол при содействии императора Священной Римской империи Карла V. В 1532 году Фредерику удалось захватить Кристиана и заточить в Сёндерборгскую крепость. С Карлом V он достиг дипломатического соглашения и поддерживал мир до своей смерти.

Во время своего правления Фредерик был вынужден подавлять крестьянские восстания, в то же время, когда протестантство набрало силу, начал оказывать поддержку возникшему в Дании реформационному движению и взял под своё покровительство лютеранское духовенство. Такая политика Фредерика вызывала противодействие католического духовенства. Вследствие этого обстановка в стране накалялась, возникали эксцессы. Это побудило короля предпринять следующий шаг. В 1527 г. он собрал ригсдаг в Оденсе. Обратившись сначала к епископам, он напомнил им, что их обязанностью являлось насыщение церкви чистым Словом Божьим; что большая часть Германия была очищена от древнего идолопоклонства; что в Дании поднимается много голосов за очищение веры от басен и традиций, которые примешались к ней, и за разрешение снова пить из чистого источника Слова. Он поклялся защищать римскую католическую веру в королевстве, но он не связан обещанием защищать все «заблуждения и бабьи басни», которые проникли в церковь. 
«И кто из вас – спросил он – не знает, сколько злоупотреблений и заблуждений вкралось со временем, которые ни один здравомыслящий человек не может оправдать». «И так как – продолжал он – в этом королевстве, не говоря о других, христианское учение в соответствии с реформацией Лютера, пустило настолько глубокие корни, что их нельзя удалить без кровопролития и причинения больших бед королевству и его народу, то по моему королевскому соизволению в королевстве допускаются две религии, лютеранская и папская, до созыва вселенского собора».
Многие священники не одобрили эту речь, но своей выдержанностью и объективностью она понравилась большинству ригсдага. Короткий указ из четырех пунктов выразил решение собрания, которое вкратце заключалось в том, что любой подданный королевства мог исповедовать религию по желанию, лютеранство или католичество, что никого нельзя было преследовать или причинять зло в этом отношении; что монахи и монахини вольны были покинуть монастырь или продолжать жить в нем, жениться или оставаться холостыми.
Найдя поддержку в высшем дворянстве, Фредерик сумел вообще сильно ограничить права и привилегии высшего датского католического духовенства. Согласно постановлениям священники могли жениться, епископам запрещали отправлять деньги в Рим на облачения; выборы проводились капитулом с одобрением короля; и, наконец, церковное правосудие было ограничено церковными делами.
Такая умеренная и веротерпимая политика Фредерика в религиозных делах позволяла избегать открытых конфликтов.

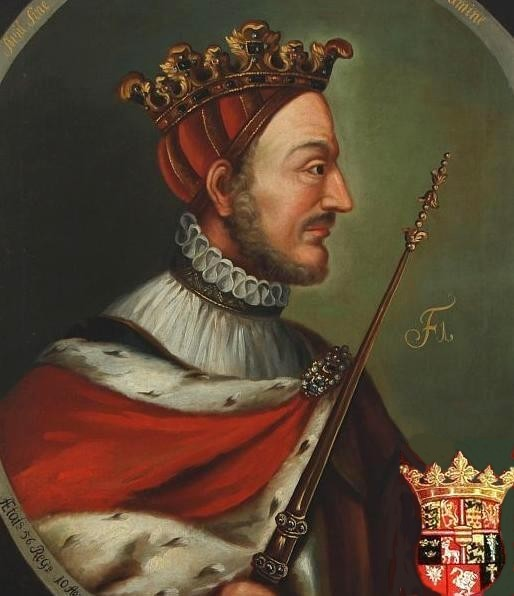
Король Дании Фредерик I

## Семья
В 1502 году Фредерик женился на Анне Бранденбургской (1487—1514). У них было двое детей:
- Кристиан III (1503—1559), будущий король;
- Доротея (1504—1547), супруга герцога Альберта Прусского.

Будучи вдовцом, в 1518 году он женился на Софии Померанской (1498—1568), дочери Богуслава, герцога Померании. Дети:
- Ганс (1521—1580), герцог Шлезвиг-Гольштейн-Хадерслевский;
- Елизавета (1524—1586), супруга герцога Мангуса III Мекленбург-Шверинского, затем герцога Ульриха Мекленбургского;
- Адольф (1526—1586), герцог Гольштейн-Готторпский;
- Анна (1527—1535);
- Доротея (1528—1575), супруга герцога Кристофа Мекленбургского.
- Фридрих (1532—1556), князь-епископ Хильдесхайма и епископ Шлезвига.